# Пітерсбірюм
Пітерсбірюм (нід. Pietersbierum) — село в нідерландській провінції Фрисландія, на узбережжі Ватового моря. Входить до муніципалітету Вадхуке.
Його площа становить 5,83км², а населення станом на 2021 рік складало 140 осіб.
Перша згадка про населений пункт датується 1398 роком.

## Галерея

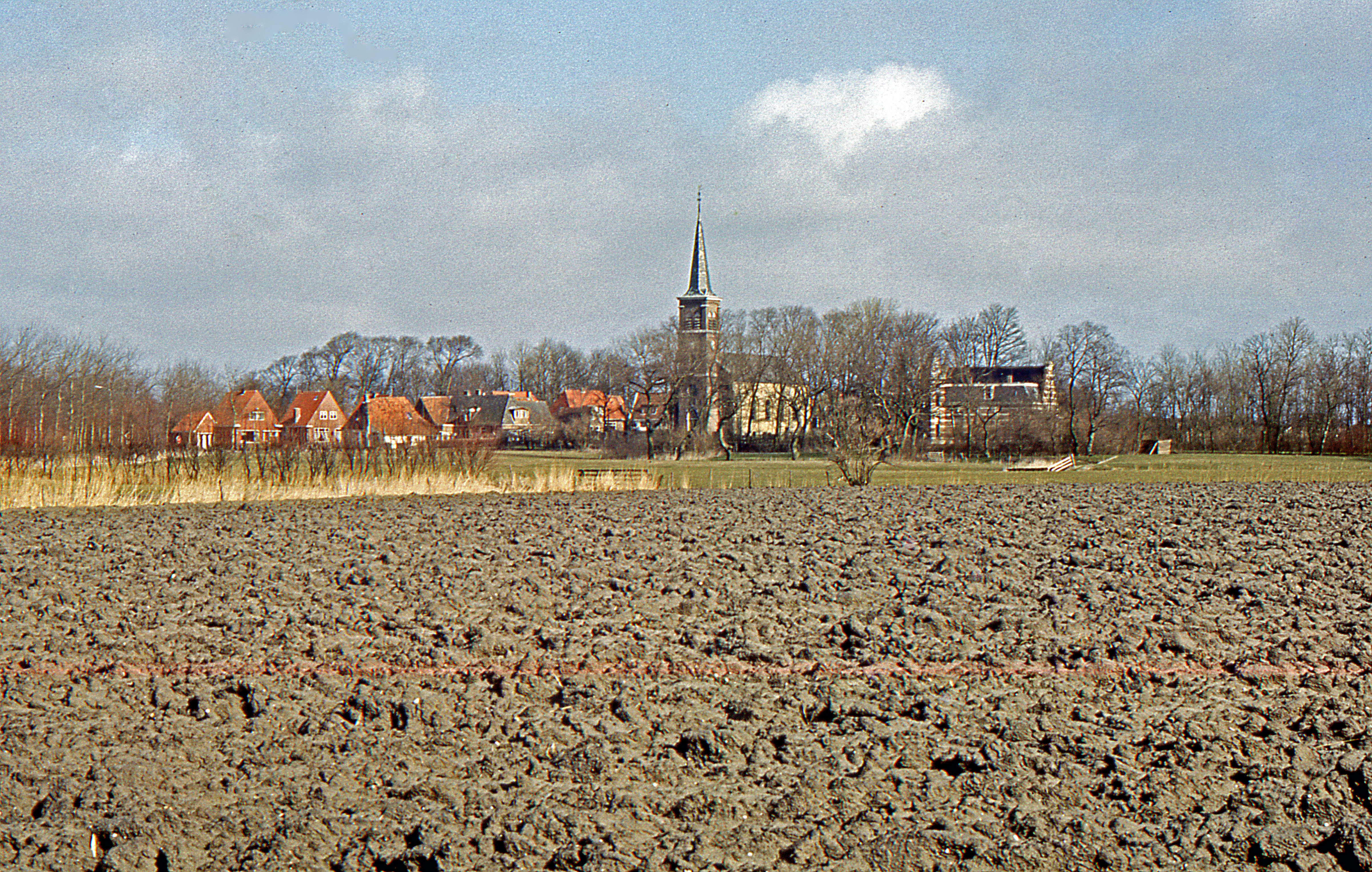
Панорама Пітерсбірюма
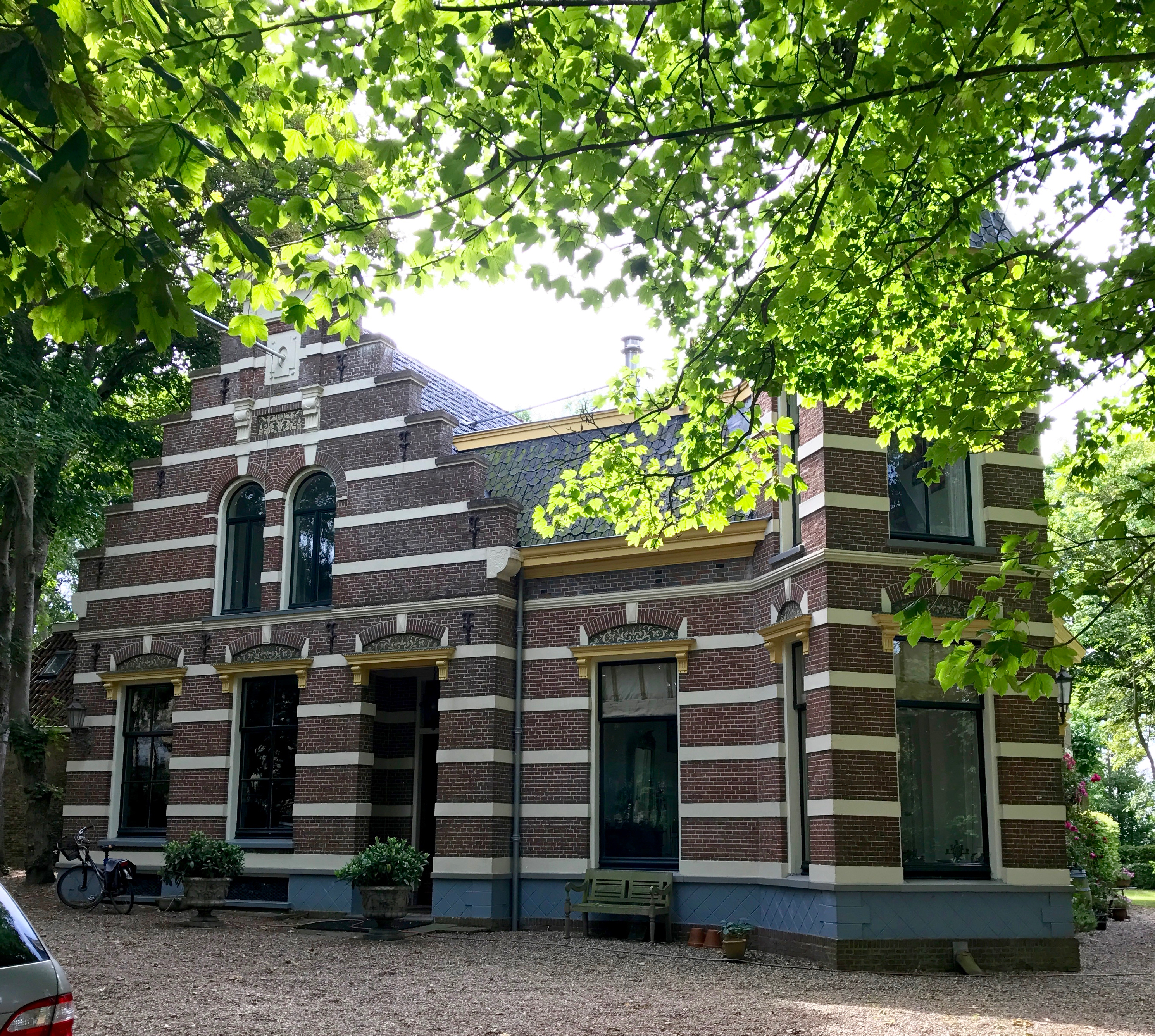
Будинок почту